# Sinaphaenops chengguangyuani
Sinaphaenops chengguangyuani — вид жуків родини турунових (Carabidae). Описаний у 2020 році.

## Поширення
Ендемік Китаю. Відомий лише у типовому місцезнаходженні — печері Шуйцзін (Shuijing Dong) в повіті Лунлі Цяньнань-Буї-Мяоського автономного округу провінції Гуйчжоу на півдні країни.